# Ras Ibn Hani
Ras Ibn Hani (in arabo رأس ابن هاني) è un piccolo capo situato a circa 8 km a nord di Latakia, Siria, sul Mar Mediterraneo.
È un importante sito archeologico che fu occupato pressoché ininterrottamente dalla tarda Età del Bronzo fino al periodo bizantino.
Il sito si trova oggi all'interno di un'area turistica chiamata la Cote d'Azur di Syria.

## Storia
Questo sito costiero si trova a sole due ore di cammino dal sito dell'Età del Bronzo di Ugarit e sopravvisse, pur se in forma modesta, al collasso che Ugarit ebbe alla fine dell'Età del Bronzo.
"Gli abitanti di Ugarit si dispersero, ma nessuna crisi poteva neutralizzare la loro inestimabile ricchezza, il migliore porto naturale della costa situato sul promontorio di Ras ibn Hani; esso divenne noto grazie alla sua bassa scogliera bianca come il 'Porto Bianco' nelle successive guide di navigazione costiera greche, un nome che persiste nell'arabo moderno nella forma Minet el-Beida", osserva Robin Lane Fox, che identificò Ras Ibn Hani come il sito noto ai Greci con il nome Betyllion, forse, suggerisce, una versione ellenizzata del semitico bait-El, cioè "casa di El, un nome che, se l'etimologia è corretta, "conferma che la cultura canaanita-fenicia in questo sito non scomparve mai completamente".
I resti presenti nel sito suggeriscono che un insediamento a Ras Ibn Hani fu ristabilito dai Tolomei nella metà del III secolo a.C., al principio della terza guerra siriaca.
Come esito della guerra, gli Egiziani si impadronirono di Seleucia Pieria. Si presume che, al fine di proteggere Seleucia Pieria da Laodicaea (Latakia), che era rimasta sotto il controllo seleucide, Tolomeo III fondò un insediamento a Ras Ibn Hani.
Evidentemente quell'insediamento ebbe vita breve. Dai risultati delle indagini archeologiche, si evidenzia che l'insediamento declinò subito dopo la seconda metà del I secolo a.C., senza dubbio a causa della partenza dei Tolomei dalla regione.
Robin Lane Fox osserva che Traiano sbarcò in questo sito per riunirsi alle sue truppe in Siria per le campagne mesopotamiche decisive degli anni 114-117 d.C..

## Il sito archeologico
I ritrovamenti archeologici suggeriscono che il sito fosse sede di un insediamento ellenistico, il cui nome e la data di fondazione non sono noti, né è menzionato in alcuna fonte letteraria esistente.
D'altro canto, il sito ha restituito almeno 512 monete ellenistiche; di queste, circa 170 monete sono tolemaiche e datano ai Regni di Tolomeo II, Tolomeo III e Berenice III, tra il 309 e l'80 a.C..
Probabilmente, alcune furono coniate durante la spedizione di Tolomeo III in Siria.
Nel sito è stata pure rinvenuta un'iscrizione, risalente alla seconda metà del III secolo a.C., che registra una lista di mercenari tolemaici.
Vi sono pure evidenze di scambi commerciali con il bacino egeo, grazie alla scoperta di manici di anfore timbrate rodiesi.